# Яхреньга (приток Сити)

Яхреньга — река в России, протекает в Вожегодском и Харовском районах Вологодской области. Устье реки находится в 38 км по правому берегу реки Сить. Длина реки составляет 21 км.
Яхреньга вытекает из небольшого озера Малое Яхреньгское в километре к востоку от посёлка Яхренга. Река протекает по южной окраине этого посёлка, после чего уходит в ненаселённый, местами заболоченный лесной массив. Верхнее течение проходит по территории Вожегодского района, нижнее — по территории Харовского. Река течёт сначала на юго-запад, потом поворачивает на юг и юго-восток. Крупнейшие притоки — Тиша (левый) и Чища (правый).

## Данные водного реестра
По данным государственного водного реестра России относится к Двинско-Печорскому бассейновому округу, водохозяйственный участок реки — озеро Кубенское и реки Сухона от истока до Кубенского гидроузла, речной подбассейн реки — Сухона. Речной бассейн реки — Северная Двина.
По данным геоинформационной системы водохозяйственного районирования территории РФ, подготовленной Федеральным агентством водных ресурсов:
- Код водного объекта в государственном водном реестре — 03020100112103000005917
- Код по гидрологической изученности (ГИ) — 103000591
- Код бассейна — 03.02.01.001
- Номер тома по ГИ — 03
- Выпуск по ГИ — 0